# USバングラ航空211便着陸失敗事故
USバングラ航空211便着陸失敗事故（USバングラこうくう211びんちゃくりくしっぱいじこ）は、2018年3月12日にネパールで発生した航空事故である。シャージャラル国際空港からトリブバン国際空港へ向かっていたUSバングラ航空211便（ボンバルディア DHC-8-Q400）がトリブバン国際空港への着陸時に滑走路を逸脱し、乗員乗客71人中51人が死亡した。この事故はバングラデシュの航空会社が起こした事故として最悪のものであり、DHC-8-Q400で発生した事故の中でも最悪なものだった。

## 飛行の詳細

### 事故機
事故機のボンバルディア ダッシュ 8-Q400（S2-AGU）は、76人乗りのターボプロップ機で、製造番号4041として2001年に製造された。同年、スカンジナビア航空に納入され、その後3つの航空会社での運用を経て2014年からUSバングラ航空の機材となっていた。事故機は、2015年にもサイドプール空港で滑走路の逸脱事故を起こしており、右主脚にわずかな損傷を負ったが、修理され運用に復帰していた。総飛行時間は21,419時間で、28,649サイクルを経験していた。

### 乗員乗客
| 国籍           | 乗客 | 乗員 | 合計 |
| -------------- | ---- | ---- | ---- |
| ネパール       | 33   | 0    | 33   |
| バングラデシュ | 32   | 4    | 36   |
| 中国           | 1    | 0    | 1    |
| モルディブ     | 1    | 0    | 1    |
| 合計           | 67   | 4    | 71   |

211便には子供2人を含む乗客67人と乗員4人が搭乗していた。事故により、乗客のネパール人22人とバングラデシュ人24人、中国人1人とバングラデシュ人の乗員4人の計51人が死亡した。犠牲となったネパール人の多くは帰省のため搭乗していた医学生だった。生存者は20人で、いずれも重傷を負った。
機長は元バングラデシュ空軍のパイロットだった52歳の男性で、2015年からUSバングラ航空で働いており、同社の飛行教官も務めていた。空軍には10年間在籍しており、MiG-21とF-7のパイロットを務めていた。総飛行時間は5,518時間で、DHC-8-Q400では2,824時間以上の経験があった。また、カトマンズへの飛行は100回以上経験していた。機長は飛行前に辞職を申し出ていたが受理が完了するまでの間、通常の業務を続けることとなっていた。同僚や友人への聞き取り調査では、機長は物腰が柔らかく、友好的で優しい人だと言う意見がほとんどだった。教官としての評価も高く、教え方が上手で指導に満足したと言う意見が大半を占めた。事故により機長は頭部と胸部に複数の鈍的外傷を負い、翌日に死亡した。
副操縦士は同社初の女性パイロットだった25歳の女性で、2016年7月からUSバングラ航空に勤めていた。総飛行時間は390時間で、DHC-8-Q400では240時間の経験があった。また、カトマンズへの飛行経験は無かった。同僚や友人は、副操縦士は親切でフレンドリーな性格で、とても優秀だったと証言した。事故により副操縦士は頭部への鈍的外傷を負い死亡した。

## 事故の経緯
211便は週四便運行されていた国際定期便で、UTC6時51分にシャージャラル国際空港を離陸した。
UTC8時10分、管制業務がカトマンズの進入管制に引き継がれた。管制官は13,500フィート (4,100 m)までの降下とウェイポイントのGURASから待機経路へ向かうことを指示した。カトマンズは発着する航空機が多いため、待機経路で着陸進入を待つということも多かった。指示を受けてパイロットは飛行管理装置にGURASから待機経路へ向かうよう設定した。8時16分、管制官は滑走路02への着陸を許可した。この時点で211便はGURASへ到達しておらず、またパイロットは飛行管理装置の設定を変更しなかった。そのため機体はGURASで左旋回を開始し、待機経路へ向かい始めた。機長は自動操縦の方位と降下率を調節し、進入を継続した。この時機長が行った一連の操作により、飛行管理装置による自動操縦の制御が解除された。
機長は着陸時のチェックリストを実行し、着陸装置が出ていると発言したが、実際には格納されたままだった。飛行管理装置が解除されたため、手動で降下率を設定する必要があったが、機長は降下率を上手く調整できなかった。副操縦士は進入高度が500 - 600フィート (150 - 180 m)高すぎると繰り返し注意した。注意が降下率を調節することと、着陸装置の警報に向けられたため、パイロットは機体が進入経路から右に外れていることに気付かなかった。また、降下率が毎分1,700フィート (520 m)まで増加したため、コックピット内で「MINIMUM」、「SINK RATE」、「TERRAIN」、「TOO LOW-GEAR」の警報が作動し、パイロットは混乱した。副操縦士は着陸装置が出ていない事に気付き、着陸装置を展開したが、このときすでに機体は滑走路を通過していた。管制官は機体が滑走路02を通過し、反対側の滑走路20の方向へ向かっていることに気付き、パイロットに意図を尋ねた。パイロットは滑走路を通過したことにまだ気付いておらず、滑走路02に着陸する予定だと返答した。この交信の後、機長は高地の方向へ飛行していることに気付き、機体を右へ急旋回させた。高度175フィート (53 m)で機体のバンク角が35-40度に達したため、「PULL UP」や「TERRAIN」、「BANKANGLE」の警告音が鳴った。旋回を終えて西へ飛行し始めた時、機長は滑走路を通過したことに気付いた。機長は再び45度近い右への急旋回を行い、滑走路20の方向へ向かい始めた。
管制官は211便が南西方向へ向かっていることに気付いた。パイロットは滑走路20を目視したが、機体は滑走路に正対していなかった。機長は更に急な右旋回を行うことで機体を進入経路に戻そうとした。211便は滑走路20の端の左側付近を高度450フィート (140 m)で通過した。滑走路の上空付近で機体は40度のバンク角で左旋回を始めた。管制官は211便の着陸許可を取り消そうとしたが、誤って「離陸許可を取り消す（takeoff clearance cancelled.）」と言った。211便は国内線ターミナルの上空50フィート (15 m)未満を飛行しており、管制官は恐怖から身を屈めた。機長は滑走路に正対するため、接地する直前に機体を再び急旋回させた。211便は右主脚から接地したが、滑走路を逸脱し、空港外周のフェンスを突き抜けて隣接するサッカー場で大破、炎上した。

### 救助活動
機体は着陸から数秒で炎に包まれ、空港職員は直ぐに消防隊を現場に派遣した。消防隊は2分以内に現場に到着したが、機体にたどり着く前に現場付近の草地に飛び火した火災を消火する必要があった。火災の鎮火までに15分を要した。トリブバン空港は事故により3時間ほど閉鎖され、着陸を予定していた便はダイバートした。墜落から1年が経過した2019年3月時点で、機体の残骸は滑走路横に放置されていた。
当初、残骸から22人の生存者が救助され、地元の病院に搬送された。そのうち2人が搬送後に死亡した。機体左側に着席していた乗客の多くは墜落時の衝撃により死亡しており、右側に着席していた乗客の生存率は高かったが、事故後に発生した火災により多くが死亡した。遺体は身元の判別が困難なほど焼けただれており、確認にはDNA鑑定が用いられた。

## 事故調査
事故を受けてネパール政府は6人の委員からなる航空機事故調査委員会を立ち上げた。事故調査にはバングラデシュの民間航空局とカナダ運輸安全委員会（TSB）の代表者も参加した。2018年の4月9日、調査委員会は予備報告書を発行した。予備報告書では事故の概要が記され、機体が滑走路を逸脱する前に1,700mほど滑走路を走行していたことが述べられた。また、コックピットボイスレコーダーとフライトデータレコーダーは他の残骸と共に分析のためTSBに送られたことが公表された。

### パイロットの経歴と行動
機長はバングラデシュ空軍に在籍していた際にうつ病と診断され、1993年に除隊していた。医療記録によれば、2002年の検査で機長は民間航空機のパイロットに適していると判断された。また、定期的な診断でもうつ病の症状や兆候は見られず、飛行に適していると診断されていた。
事故当時、バングラデシュを出発する国際線では離陸前にエア・ディフェンス・クリアランス（Air  Defense  Clearance, ADC）を所得するよう新たに指示されていた。機長はこの事を知らなかったため、管制官とこの事に関して交信を行っていた。CVRに記録された機長の声から、管制官との交信中に機長は高いストレスを感じていたようだった。飛行中、機長は飛行に関する様々なことを副操縦士に教えようとしていたが、一方で自身の技能と能力をアピールしているようでもあった。また機長は終始、副操縦士に対して同僚についての話をしていた。機長は、同僚の女性から自身の教え方について否定的な意見を言われ、深く傷付いていた。機長はこの一件を受けて辞職を申し出ており、将来について不安を感じていた。また、仕事がなく生きるために何をすれば良いか分からないと話していた。これらの事から、機長は重度の精神的ストレスを抱えていた。そのため、機長は飛行中、不機嫌で緊張しており、攻撃的な態度をとっていた。また、睡眠不足とストレスにより疲労しているようでもあった。機長はステライル・コックピット・ルールを遵守しておらず、着陸進入中にも飛行と無関係な会話を行っており、飛行中にコックピット内で喫煙をしていた。進入は不安定であったが、機長は着陸を強行した。CAACは機長が、どんな状況下でも機体を安全に着陸させられることを証明しようとしていたようだと最終報告書で述べた。
副操縦士は飛行の状況を適切に監視し、問題に対する処置などの提案も行っていたが、機長に対して強く主張することが出来なかった。委員会はこの事について、パイロット間に大きな階級の差があったこと、副操縦士の経験が浅かったこと、機長の権威が高かったことなどが影響したと結論付けた。

### 事故原因
2019年1月27日、調査委員会は最終報告書を発行した。報告書では方向感覚と状況認識の完全な喪失が事故原因であるとされた。これによって、機長は非常に危険な飛行を行い、滑走路へ正対しようとした。機体が滑走路に接地する直前まで、着陸復航を行うことが可能だったが、パイロットはそれをしなかった。
 CVRに記録されたパイロットの会話を分析した結果、機長が深刻な精神的ストレスを感じていたことが判明した。また、睡眠不足のため疲れていたようで、飛行中に何度か泣き叫んでいた。
飛行中、機長は自身の訓練に対して疑問を呈した若い女性パイロットについて侮辱的な発言をしていた。また、機長は自身が訓練生のパイロットと不倫をしていたことが発覚したため、辞職に追いこまれたという噂がされていることについても話していた。機長は泣きながらこの話をしており、他の仕事を見つけられるのか心配で前夜眠ることが出来なかったと語っていた。副操縦士はこれらを含む機長の話を受動的に聞いていた。
調査委員会のバングラデシュ代表は、最終報告書の事故原因にカトマンズの管制官が職務を適切に遂行しなかった事実が挙げられなかったことから、報告書に対して批判的な態度を取った。彼は、パイロットが方向感覚や状況認識を喪失していると管制官が理解していれば、飛行に対する支援を行うことができ、事故を回避できただろうと述べた。

## 事故後
事故の翌日、ネパールのK.P.シャルマ・オリ首相が事故現場を訪れ、事故調査が進行中であると述べた。USバングラ航空のイムラン・アシフCEOは、管制官がパイロットを誤解させ、間違った滑走路に着陸させたことが事故原因であると記者団に話した。また、パイロットに過失があった可能性も疑っていると述べた。救助活動にあたったネパール陸軍の中佐は、記述者が現場に到着するのが遅く、活動を妨げたと不満を語った。USバングラ航空のスポークスマンは、公正な調査を行い、事故原因を明らかにするためにはバングラデシュとネパール両政府が協力する必要があると述べた。予備報告を受けて同社は、副操縦士はカトマンズへ以前にも飛行したことがあると言い、報告を否定した。USバングラ航空は負傷者の入院費用の補填を行い、遺族に対して25,000ドルを支払うと話した。
事故の2日後、USバングラ航空はカトマンズへの飛行を停止した。当初、同社は、2018年9月にカトマンズへの飛行を再開する申請を行い、10月28日から運航を再開する予定だった。しかしネパールの民間航空局は、事故後に同社の幹部が空港の運営に対する批判的な意見を多々発言していたため、再開の承認を得られる可能性は低いと語った。
事故直後、地元の報道機関が空港付近に住む住人によって撮影された映像を公開した。映像には低空を飛行する211便が捉えられていた。また、2019年初頭にはターミナル上空を飛行し、滑走路へ着陸する211便を捉えたCCTVの映像が公開された。
2018年8月27日、カトマンズ・ポスト紙は情報筋が進行中の調査に関する情報をリークしたと報じた。情報筋は、委員会がコックピット内での喫煙や管制官への虚偽の証言を含む機長の一連の行動を非難する予定であると話した。USバングラ航空と委員会のバングラデシュ代表は、報道を根拠の無いものだと否定し、航空会社とパイロットの印象を悪くするための虚偽の情報であると述べた。

## 映像化
- メーデー!:航空機事故の真実と真相 第19シーズン第6話「Meltdown Over Kathmandu」
- 世界衝撃映像100連発「絶望の着陸 驚きの事故原因とは?」（TBS系列・2023年12月28日）